# The Quake - Il terremoto del secolo
The Quake - Il terremoto del secolo (Skjelvet) è un film norvegese del 2018 diretto da John Andreas Andersen. È il sequel di The Wave ed è uscito nelle sale norvegesi il 31 agosto 2018.

## Trama
Un anno dopo la frana di Geiranger, il geologo Kristian Eikjord si prepara ad apparire in un talk show ed è salutato come un eroe per aver salvato centinaia di vite nel disastro.
Tre anni dopo il disastro, sua moglie Idun sta divorziando da lui e viene separato dai figli, Sondre e Julia. Kristian vive isolato sopra Geiranger, in gran parte ricostruita, mentre la sua famiglia si è trasferita a Oslo, dove Idun lavora presso il Radisson Blu Plaza Hotel.
Julia va a trovare Kristian per un fine settimana a Geiranger. Quella notte, scopre una stanza segreta nella casa di Kristian dedicata alle 250 vittime dello tsunami. Affronta Kristian su questo, che rivela che si sente responsabile della loro morte. Nonostante l'ammonimento di Julia che ora vuole restare il fine settimana, Kristian la rimanda a casa in anticipo, ritenendola una distrazione. Qualche tempo dopo, viene a conoscenza della notizia della morte di un collega, il geologo Konrad Lindblom, nel tunnel dell'Oslofjord. Quindi, insieme ad alcune ricerche che Kondrad gli aveva inviato, Kristian viene spinto a recarsi a Oslo per indagare sulle circostanze della morte di Konrad.
All'arrivo a Oslo, Kristian incontra il supervisore di Konrad, Johannes Løberg. Johannes cerca di garantire a Kristian che non ci fosse nulla di cui preoccuparsi, grazie a un nuovo sistema di monitoraggio aggiornato, che ha dimostrato che gran parte dell'attività sismica di cui Konrad era preoccupato era solo l'esplosione di edifici in corso in tutta la città e nei dintorni. Kristian se ne va, ancora incerto, ma con la promessa di Johannes di contattarlo per eventuali aggiornamenti. Kristian poi visita la casa di Konrad e incontra la figlia del suo ex collega, Marit. Lì, Kristian scopre la ricerca di Konrad, inclusi campioni di carotaggio e una mappa che ha registrato un'attività sismica più grave di quanto Johannes stesse affermando. Chiama Johannes, che per lo più lo ignora, ma promette di esaminarlo. Quella notte Kristian va a trovare Idun nel suo appartamento, solo per imbattersi in suo figlio, Sondre. Sondre, sebbene felice di vedere suo padre, presenta goffamente la sua ragazza a Kristian, dopo di che vanno al cinema. Idun e Kristian hanno un momento di tensione salutandosi, Kristian si scusa per aver rimandato Julia a casa in anticipo e restituisce la sciarpa di Julia. Idun invita Kristian al recital di balletto di Julia il giorno successivo e lui accetta. Dopo aver parlato un po' della loro separazione, Kristian tenta di raccontare a Idun le sue preoccupazioni, solo per essere interrotto da un'interruzione di corrente, essendo la seconda volta quella settimana, secondo Idun. Tentano di sostituire la miccia, inutilmente, Idun si fa spaventare da alcuni topi, Kristian cerca di consolarla dicendo che non la biasima per averlo lasciato, solo che Idun dice che è stato egli a lasciarli per primo.
Il giorno successivo Kristian torna a casa di Konrad e, dopo aver visto altre ricerche, convince Marit a portarlo nel tunnel dove è morto suo padre. Arrivando lì, Kristian scopre che il suo collega è stato ucciso da un crollo nel tunnel che stava studiando e un campione che Konrad stava tentando di recuperare, poco prima della sua morte. Sulla via del ritorno di Kristian in città, Idun lo chiama chiedendogli dove si trova e ricordandogli il recital di Julia. Kristian cerca di rassicurare Idun che sta arrivando, per poi essere distratto dalla facilità con cui il campione che ha scoperto si è frantumato, il quale non avrebbe dovuto essere così fragile, dato che era fatto di solida pietra. Proprio in quel momento, una massiccia interruzione di corrente toglie tutta l'elettricità in città, quindi disconnette la loro chiamata. Pochi secondi dopo una spaccatura sismica distrugge il Teatro dell'Opera di Oslo, dove Julia stava tenendo il suo recital. Idun porta Julia fuori dall'edificio in modo sicuro, trovando sua figlia sotto un tavolo ribaltato. Kristian arriva al teatro dell'Opera, solo per trovare polizia, ambulanze e persone che fuggono dalla scena. Chiama Idun per controllare che stiano bene. Lei lo informa che lei e Julia stanno tornando a casa. Kristian si offre di venire e Idun accetta. Kristian poi affronta Johannes, frantumando il fragile campione di base sul terreno per la frustrazione. Johannes cerca di calmare Kristian, dicendogli che le travi di sostegno del teatro dell'Opera stavano cedendo, ed è per questo che è crollato. Kristian se ne va dopo aver fallito nel convincere Johannes della crescente attività sismica e, sconfitto, dice a Marit di tornare a casa.
Quella notte, Kristian fa visita a Idun e si scusa per aver perso il balletto. Idun gli chiede perché è qui, e Kristian, scocciato dice che è sempre alla ricerca del prossimo disastro. Si abbracciano mentre Kristian piange e la coppia trascorre la notte insieme. La mattina dopo, sia Sondre che Julia si svegliano, sorpresi di vedere il padre in piedi in cucina. Sondre parte per l'università e Julia chiede a Kristian se lui e Idun torneranno insieme, cosa a cui Kristian risponde che non è sicuro. Nel frattempo, Marit, mentre pulisce l'ufficio di suo padre, scopre qualcosa sul computer, che registra, e si precipita nell'appartamento di Idun per mostrare a Kristian quello che ha registrato. Kristian guarda il video, che mostra che Konrad stava usando i topi per ricercare le sue teorie, e quei ratti erano morti a causa dell'esposizione a gas tossici. Con ciò, Kristian giunge alla conclusione che un forte terremoto, fino a 8,5 gradi della scala Richter, avrebbe colpito Oslo quel giorno e che il crollo che ha ucciso il suo collega potrebbe essere stato un movimento precursore.
Kristian si precipita fuori dall'appartamento con Marit e Julia al seguito, e guida molto velocemente al grattacielo Radisson Blu, per trovare Idun e portarla fuori dall'edificio. Lungo la strada, Kristian chiama Sondre, che è a una delle sue lezioni e ignora le chiamate e il messaggio di Kristian, dicendo a Sondre di lasciare l'edificio subito. Dopo aver fallito nel convincere Sondre ad andarsene, Kristian chiama la polizia con una falsa minaccia di bomba, costringendo gli allarmi a suonare alla scuola per un breve periodo. Sondre si alza per andarsene, solo per farsi convincere dalla sua ragazza a restare dopo che gli allarmi si sono spenti. Arrivando in hotel, Kristian trova Idun al 34º piano, la convince a scendere con lui e poi attiva un allarme antincendio per far evacuare tutti gli altri. Julia entra nell'edificio per trovare suo padre, con Marit all'inseguimento. Salendo su un ascensore con Idun, Kristian vede Julia dall'altra parte della stanza. Nonostante abbia tentato di chiamarla, le porte si chiudono e l'ascensore inizia a scendere automaticamente. All'improvviso, l'alimentazione si interrompe. Marit trova Julia sul balcone, che guarda in lontananza. Il riflesso nella porta a vetri alle spalle di Marit rivela una scia di fumo ed esplosioni, causate da un terremoto in avvicinamento, diretti verso l'hotel. Marit afferra Julia e corre dentro mentre la prima onda d'urto del terremoto colpisce, facendo perdere i sensi a Marit. Il soffitto dell'aula di Sondre crolla, uccidendo il professore e diversi studenti, con Sondre e la sua ragazza che rimangono illesi, poiché riparatisi sotto i banchi. L'ascensore di Kristian e Idun scende rapidamente lungo il pozzo, facendo perdere i sensi sia a Kristian che a Idun.
Poco dopo, Marit si sveglia, trovando Julia che si prende cura di una dipendente dell'hotel ferita. Accanto al Radisson Blu, una parte dell'edificio Posthuset si sposta e poi crolla direttamente sul lato destro del Radisson Blu, lasciando il 34º piano sospeso precariamente sul relitto, tutto distrutto sotto. A seguito di una scossa di assestamento, l'edificio inizia a inclinarsi. Marit lascia involontariamente la mano della dipendente dell'hotel ferita che scivola giù per il pavimento e fuori dalla finestra verso la sua morte. Marit perde la presa e quasi subisce la stessa sorte, ma si aggrappa al bordo della barra montata, mentre Julia si aggrappa a una ringhiera. Julia perde la presa sulla ringhiera e scivola, quasi venendo colpita da un pianoforte che scivola alle sue spalle. Marit afferra con successo Julia, che manca per un soffio di essere colpita dal pianoforte, e salva anche Julia dalla stessa sorte della dipendente dell'hotel.
Dopo essersi svegliati, Idun e Kristian escono dall'ascensore bloccato e salgono le scale di manutenzione per raggiungere l'ultimo piano del pozzo dell'ascensore. I detriti rilasciati dalle scosse di assestamento cadono lungo il pozzo e mutilano la gamba di Idun, costringendo Kristian a trasportarla. Arrivano a una porta dell'ascensore aperta vicino al trentesimo piano e tentano di usare un cavo dell'ascensore tagliato per attraversare l'apertura. Kristian riesce, ma Idun cade morendo dopo che la corrente si spegne e i freni dell'ascensore si guastano. Kristian devastato si dirige verso il luogo in cui ha visto Julia l'ultima volta e trova lei e Marit rannicchiati dietro il bar montato. Mentre stanno tentando di andarsene, un'ultima scossa di assestamento fa perdere la presa a Julia e lei scivola sul pavimento verso la finestra rotta. Kristian salta dietro di lei e la spinge via, perdendo i sensi nel processo. Quando si riprende, trova Julia in equilibrio precario su una finestra crepata. Avvicinandosi con cautela a Julia, riesce ad afferrarla prima che la finestra si rompa e, con l'aiuto di Marit, la tira su. Insieme, lasciano l'albergo.
Qualche istante dopo, Marit entra nell'ufficio di suo padre e lo scopre per lo più distrutto, ad eccezione di una sua foto da bambina con suo padre. Kristian, Julia e Sondre riuniti arrivano alla loro vecchia casa a Geiranger in traghetto. Il film si conclude con la notizia che ora ci sono segnali che indicano che possiamo aspettarci grandi terremoti futuri in Norvegia.

## Distribuzione
Il 19 agosto 2018 è stato presentato in anteprima al Haugesund Film Festival in Norvegia.
In Norvegia è stato distribuito il 31 agosto 2018.
In Italia è stato distribuito l'8 agosto 2019.

## Accoglienza

### Incassi
Il film ha incassato 6.235 dollari negli Stati Uniti e in Canada e in Italia 295.381 dollari per un totale mondiale di 13.747.547 milioni di dollari, più 403.088 dollari con vendite di home video.

### Critica
Su sito di aggregazione di recensioni Rotten Tomatoes, il film ha conseguito un indice di gradimento del 84% sulla base di 37 recensioni, con una valutazione media di 6,73/10. Il consenso critico del sito web recita: "Un thriller d'azione soddisfacente e intelligente, The Quake offre molta tensione pungente senza sacrificare lo sviluppo del personaggio o il buonsenso". Su Metacritic, il film ha un punteggio di 70 su 100, basato su 11 critici, indicando "recensioni generalmente favorevoli".
Ad Amanda Awards 2019, il film ha ricevuto The People's Amanda e il premio per i migliori effetti visivi. Inoltre, il film è stato candidato anche nelle categorie di miglior film norvegese in versione cinematografica e miglior regia/scenografia.